# آبشار آلفرد کریک
آبشار آلفرد کریک (به انگلیسی: Alfred Creek Falls) آبشاری است که در کشور کانادا واقع شده‌است و بلندترین ریزشگاه آن ۷۰۰ متر ارتفاع دارد. این آبشار، بیست و نهمین آبشار بلند جهان است.